# Alice Wong
Alice Wong (nascida em 27 de março de 1974, em Indianápolis, nos Estados Unidos) é uma ativista dos direitos das pessoas com deficiência que vive em São Francisco, Califórnia.

## Vida pregressa
Alice Wong nasceu nos subúrbios de Indianápolis, nos Estados Unidos, filha de pais que imigraram de Hong Kong para os Estados Unidos. Ela nasceu com atrofia muscular espinhal, uma doença neuromuscular, e parou de andar aos sete ou oito anos.
Alice frequentou a Indiana University – Purdue University Indianapolis, onde se formou em inglês e sociologia, em 1997. Ela obteve um mestrado da Universidade da California, em São Francisco, em sociologia médica, em 2004.

## Carreira
Alice Wong é fundadora e coordenadora de projetos do <i>Disability Visibility Project</i> (DVP), um projeto que coleta histórias orais de pessoas com deficiências nos EUA, executado em coordenação com o StoryCorps. O DVP foi criado antes do 25º aniversário da Lei dos Americanos com Deficiências de 1990. Até 2018, o projeto havia coletado aproximadamente 140 histórias orais.
Alice também trabalha no projeto Disabled Writers, que é financiado por uma bolsa de Alice Wong e pelo Disability Project. Disabled Writers é um recurso para ajudar os editores a se conectarem com escritores e jornalistas deficientes. #CripLit é uma série de chats no Twitter para escritores com deficiência com a romancista Nicola Griffith, e #CripTheVote é um movimento online apartidário que incentiva a participação política de pessoas com deficiência. Alice discute seu ativismo em Narrabase.
Alice atua como membro do conselho consultivo para asiáticos e habitantes das ilhas do Pacífico com deficiências da Califórnia (APIDC). Ela foi nomeada pelo presidente para o Conselho Nacional de Deficiência, uma agência federal independente que assessora o presidente, o Congresso e outras agências federais sobre políticas, programas e práticas de deficiência, de 2013 a 2015.
Em 2015, Alice Wong participou da recepção na Casa Branca para o 25º aniversário da Lei dos Americanos com Deficiência via robô de telepresença. Ela foi a primeira pessoa a visitar a Casa Branca e o presidente por meio da presença via robô.

## Prêmios
2007 - Prêmio Martin Luther King Jr., em sua alma mater na UCSF.
2010 - Prêmio Mayor's Disability Council Beacon.
2010 - Primeiro prêmio Chancellor's Disability Service Award.
2016 - Prêmio de Liderança Paul G. Hearne da Associação Americana de Pessoas com Deficiência.
2020 - Bolsista da Ford Foundation Disability Futures.
2020 - 100 mulheres da BBC.
2021 - Prêmio de "Melhor Ator Coadjuvante", no New Jersey Web Fest, por sua atuação em Someone Dies In This Elevator.